# La Patrie
La Patrie es un municipio canadiense situado en la provincia de Quebec.

## Superficie
La Patrie tiene una superficie de 204,61 km².

## Demografía
En 2021, tenía 805 habitantes, una densidad poblacional de 3,9 hab./km², y 425 viviendas.